# Zandt

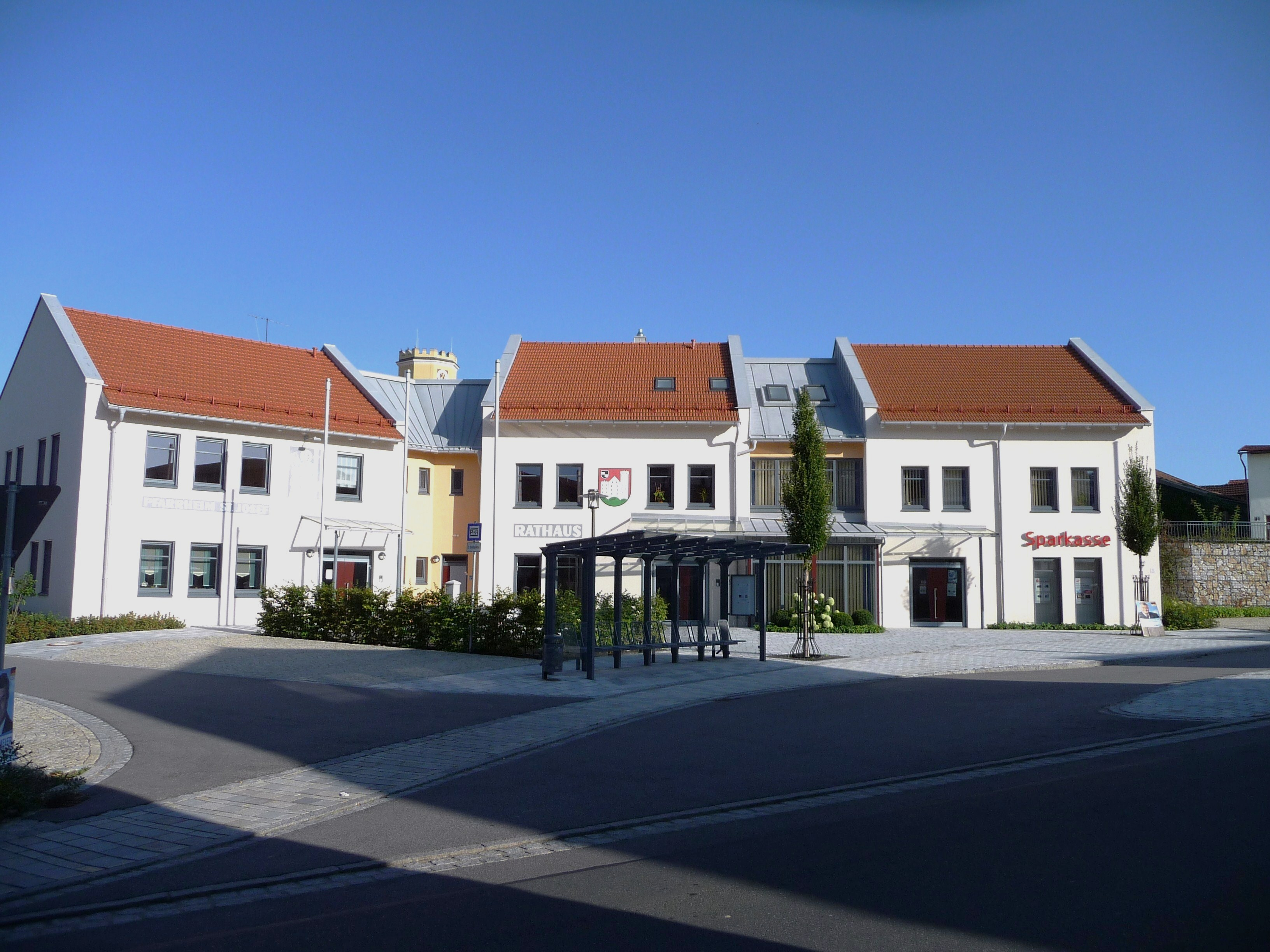
Der Rathausplatz mit dem Rathaus

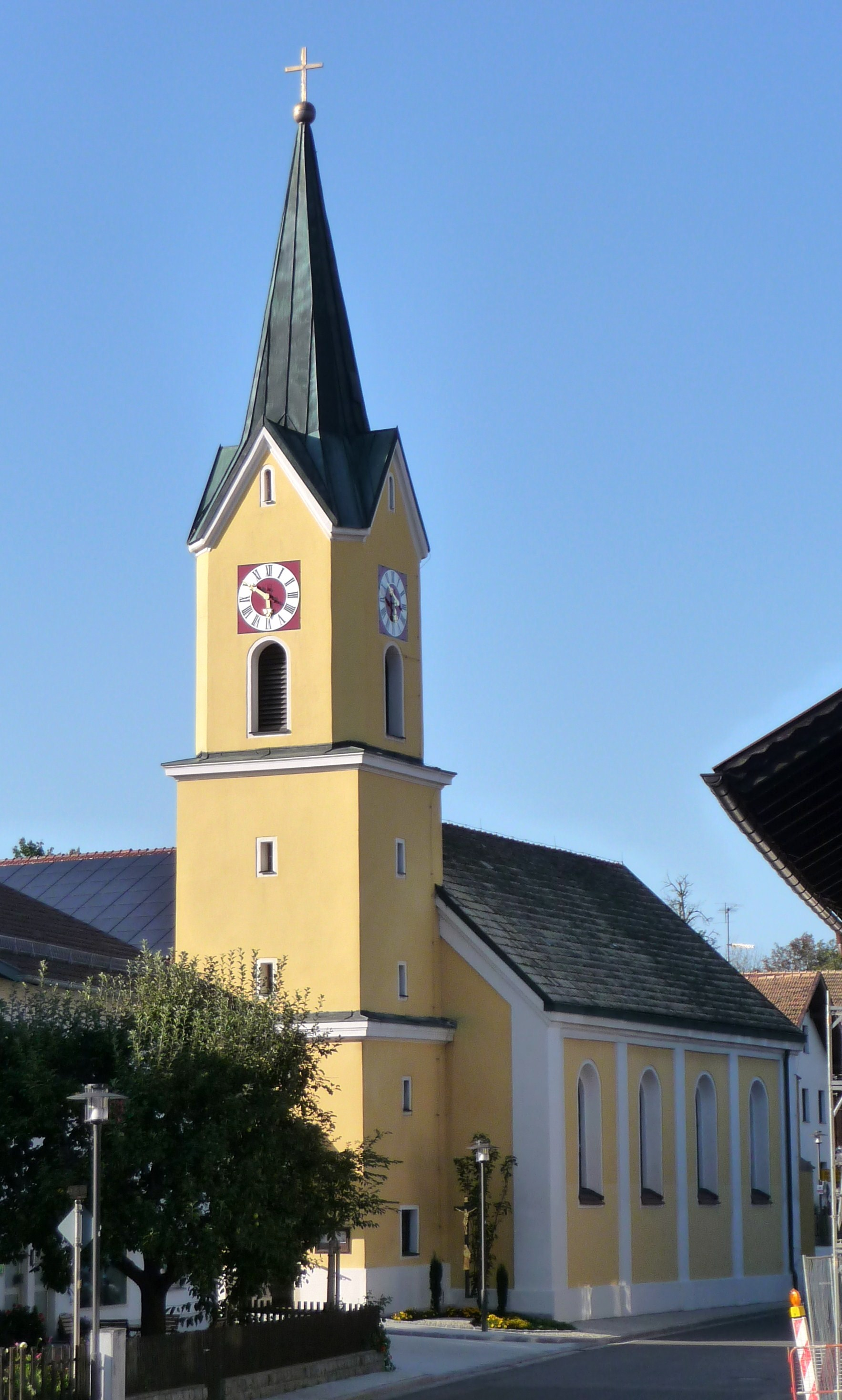
Die Filialkirche Mariä Himmelfahrt

Zandt ist eine Gemeinde im Oberpfälzer Landkreis Cham in Bayern.

## Geografie

### Geografische Lage
Die Gemeinde liegt in der Planungsregion Regensburg. Schwandorf, Regen, Straubing-Bogen, Regensburg und Pilsen (CZ) sind angrenzende Landkreise.

### Gemeindegliederung
Es gibt 29 Gemeindeteile (in Klammern ist der Siedlungstyp angegeben):
- Alterdorf (Weiler)
- Ammerhof (Weiler)
- Auhof (Weiler)
- Berghäusl (Einöde)
- Bierwinkl (Weiler)
- Dietersdorf (Dorf)
- Eichlhof (Weiler)
- Flammried (Dorf)
- Frauenholz (Einöde)
- Harrling (Kirchdorf)
- Hinterstocka (Einöde)
- Holzmühle (Weiler)
- Kagerhof (Einöde)
- Kothrettenbach (Dorf)
- Kühberg (Weiler)
- Liebenau (Dorf)
- Nasting (Weiler)
- Oberstocka (Einöde)
- Pfahl (Weiler)
- Riedhof (Weiler)
- Riedwies (Einöde)
- Riesel (Einöde)
- Sperlmühle (Einöde)
- Unterhaidmühle (Einöde)
- Unterstocka (Weiler)
- Weiherhäusl (Weiler)
- Weihermühle (Weiler)
- Wolfersdorf (Dorf)
- Zandt (Kirchdorf)

Es gibt die Gemarkungen Grub, Harrling, Wolfersdorf und Zandt.

## Geschichte
In einer Urkunde des Klosters Reichenbach aus dem Jahr 1122 erscheint der Ort als „Zande“. Es kann mittelhochdeutsch zant zugrunde liegen, das auf eine zahnförmige Geländeform (Kellerberg?) hinweist. Möglich ist aber auch ein vorrömischer Gewässername mit -nd-Ableitung unbekannter Bedeutung. Seit dem 11. beziehungsweise 12. Jahrhundert lassen sich Wolfersdorf und Harrling urkundlich nachweisen.
Zandt war schon im 13. Jahrhundert Sitz des Ministerialengeschlechts Liebenau, das auf der gleichnamigen Wasserburg ansässig war. Im Jahr 1382 empfingen Johann Sattelboger und sein Vetter Friedruch die Hofmark „ze Sant“ vom Hochstift Regensburg zum Lehen. Später war der Ort Teil des Kurfürstentums Bayern und bildete eine geschlossene Hofmark, deren Sitz Zandt war und die zuletzt den Freiherren von Gleißenthal gehörte.
Aus dem Jahr 1527 stammt Nachricht über ein gemauertes Schloss, eine Kapelle, eine Taferne, eine Schmiede und ein Backhaus. Kirchlich gehörte Zandt zum 7 km südöstlich gelegenen Moosbach; ein erster Schlosskaplan ist 1695 nachgewiesen.
Im Jahre 1818 entstanden mit dem zweiten Gemeindeedikt die Gemeinden Zandt, Harrling und Wolfersdorf.
Das Schloss dient seit 1949 als Alten- und Pflegewohnheim, das vom Bayerischen Roten Kreuz betrieben wird.
Im Zuge der Gebietsreform in Bayern wurden am 1. April 1971 die Gemeinden Harrling und Wolfersdorf eingegliedert. Am 1. Juli 1972 kam ein Teil der aufgelösten Gemeinde Grub hinzu. Die 1978 eingegangene Verwaltungsgemeinschaft mit Miltach wurde 1998 aufgelöst.

### Einwohnerentwicklung
Zwischen 1987 und 2020 wuchs die Gemeinde von 1578 auf 2031 um 28,7 %.
- 1961: 1324 Einwohner
- 1970: 1380 Einwohner
- 1987: 1578 Einwohner
- 1991: 1732 Einwohner
- 1995: 1776 Einwohner
- 2000: 1847 Einwohner
- 2005: 1861 Einwohner
- 2010: 1848 Einwohner
- 2015: 1864 Einwohner
- 2020: 2031 Einwohner
- 2022: 2084 Einwohner[9]

## Politik

### Bürgermeister
Erster Bürgermeister ist seit 1. Mai 2020 Hans-Jürgen Laumer (Freie Wähler Zandt); bei einer Wahlbeteiligung von 65,6 % erhielt er 90,9 % der gültigen Stimmen. Sein Vorgänger war seit 1. Mai 1984 Ludwig Klement (CSU/Freie Wählergemeinschaft), der sechs Wahlperioden (36 Jahre) die Gemeinde leitete.

### Gemeinderat
Die Wahlen vom 16. März 2014 und vom 15. März 2020 brachten folgende Ergebnisse:
| Partei/Liste                                | Anteil 2020 | Sitze 2020 | Sitze 2014 |
| ------------------------------------------- | ----------- | ---------- | ---------- |
| CSU-FWG                                     | 18,93 %     | 2          | 3          |
| Freie Wähler Zandt                          | 37,90 %     | 5          | 4          |
| Wählergemeinschaft Harrling und Umgebung    | 27,96 %     | 3          | 3          |
| Wählergemeinschaft Wolfersdorf und Umgebung | 15,22 %     | 2          | 2          |
| Gesamt                                      | 100,00 %    | 12         | 12         |

### Wappen
| | Blasonierung: „In Rot aus grünem Dreiberg wachsend ein silbernes Schloss mit siebenstufigem, schwarzbedachtem Giebel am Pallas, sieben schwarzen Fenstern (Rund-/zwei kleine/sechs große Fenster), flankiert von zwei über Eck gestellten fünfzinnigen Türmen mit Rund- und drei Eckfenstern, der linke den überragenden sechsseitigen, siebenzinnigen Bergfried mit drei Fenstern im Obergeschoss – das mittlere kleiner, teilbedeckend, im rechten Obereck ein schwarzes Schildchen, darin ein silberner rechter Kantenbalken.“ |
| Wappenbegründung: Das silberne Schloss ist das Zandter Schloss, das noch heute das Ortsbild beherrscht, das auch im Wappen zum Ausdruck kommt. Schon im 13. Jahrhundert nannte sich ein Ministerialengeschlecht nach Zandt. 1382 vergab das Hochstift Regensburg die Hofmark Zandt an die Sattelboger als Lehen; diesen folgten verschiedene weitere Besitzer. Das schwarze Schildchen mit den silbernen Kantenbalken zeigt das Familienwappen der Herren von Gleißenthal aus Windischeschenbach, die über den langen Zeitraum von 1536 bis 1851 Inhaber von Zandt waren. Die Tingierung Silber und Rot leitet sich von den Farben des Hochstifts Regensburg her. Der grüne Dreiberg im Schildfuß verweist auf die Lage der Gemeinde im Bayerischen Wald. Das Wappen wurde am 12. August 1982 genehmigt. | |

## Kultur und Sehenswürdigkeiten

### Baudenkmäler
- Schloss Zandt, ursprünglich 13. Jahrhundert, im 16. Jahrhundert Neubau, heute BRK Seniorenheim
- Die Filialkirche Mariä Himmelfahrt von 1880 besitzt ein gotisches Granittaufbecken und eine Mondsichelmadonna aus der Zeit um 1500. Die übrige Ausstattung ist neuromanisch.

### FC Zandt
Der FC Zandt hat eine Fußball-, Ski-, Stock-, Kletter-, Gymnastik-, Judo- und Jugendabteilung. Der Verein hat 832 Mitglieder.

## Wirtschaft und Infrastruktur

### Wirtschaft
Es gab im Jahr 2021 nach der amtlichen Statistik im Bereich der Land- und Forstwirtschaft vier und im Bereich Handel und Verkehr 33 sozialversicherungspflichtig Beschäftigte am Arbeitsort. In sonstigen Wirtschaftsbereichen waren am Arbeitsort 19 Personen sozialversicherungspflichtig beschäftigt. Sozialversicherungspflichtig Beschäftigte am Wohnort gab es insgesamt 923. Im verarbeitenden Gewerbe bestanden zwei und im Bauhauptgewerbe acht Betriebe.

### Land- und Forstwirtschaft
Im Jahr 2020 gab es 49 landwirtschaftliche Betriebe, die insgesamt eine Fläche von 1.044 Hektar bewirtschafteten. Von der Gemeindefläche waren 612 Hektar Wald.

### Ansässige Unternehmen
- Zollner Elektronik AG; größter Arbeitgeber im Landkreis Cham, unter den Top 15 weltweit der Systemdienstleister für Electronics Manufacturing Services

### Bildung
Die Kindertageseinrichtung hat 89 Plätze; am 1. März 2022 betreute sie 98 Kinder.

## Ehrenbürger
- Manfred Zollner (* 1940), Aufsichtsratsvorsitzender und Gründer der Zollner Elektronik AG